# هيبوليت بارادوك
هيبوليت فرديناند بارادوك (بالإنجليزية: Hippolyte Ferdinand Baraduc)‏، (هييريس، فار، فرنسا، 15 نوفمبر 1850 - باريس، فرنسا، 1 مايو 1909) كان طبيبًا فرنسيًا وعالمًا في علم التخاطر، معروفًا للغاية بتصويره للأفكار والمشاعر باستخدام الأيقونات.

## سيرته
ثم بدأ بتجربة صناعة الأيقونات، "الصور الفوتوغرافية الفكرية". وفي عام 1895، قدم نتائج بحثه إلى الأكاديمية الفرنسية للطب. اخترع بارادوك جهاز القياس الحيوي، وهو جهاز يقيس قوة الحياة غير المرئية خارج جسم الإنسان. أعلن عدد 20 يونيو 1903 من مجلة l'nouvelle ère أن بارادوك قادر على تصوير المشاعر:
حصلت على صور للحب، والكراهية، والفرح، والحزن، والخوف، والرحمة، والشفقة، وما إلى ذلك. [...] في المنتج الكيميائي الجديد من الضروري الحصول على هذه النتائج. أي غرفة عادية سوف تفعل ذلك. كل ما فعلته هو تطبيق اختراع قديم على استخدام جديد.
في عام 1907، اقترب من نعش ابنه أندريه وفي تلك اللحظة شعر بتفريغ قوي، وفي الوقت نفسه، لوحظ ضباب غريب يحيط به، وقام بتصويره. في وقت لاحق، في 15 أكتوبر 1907، كان بارادوك ينتظر النتائج عندما توفيت زوجته نادين، التي كان يلتقط لجثتها سلسلة من الصور كل 5 دقائق. وخاصة تلك التي تم التقاطها عند 15 و20 و60 دقيقة، والتي فيها جسد زوجته، ترى بعض الأضواء التي تختفي مع مرور الوقت. لقد أجرى بارادوك، في غضون عشر سنوات، أكثر من ألفي تجربة مكنته من إثبات وجود هذه القوة وشدة انبعاثها أو درجة الجذب المؤثرة عليها، بأدق التفاصيل. قوتها أو ضعفها من طبيعتنا. التقنية التي استخدمها بارادوك لالتقاط صوره هي تنشيط مجال كهربائي بملف رومكورف.

## حول المسمرية
في بحثه، انتهى هيبوليت بارادوك بالدخول في موضوعات حول المغناطيسية الحيوانية متبعًا دراسات هانز رايشنباخ، حيث ذكر في أطروحته عام 1895 الفرق بين السوائل: السائل الكوني والحيوي والمغناطيسي، وجميعها مفهرسة ومختبرة في أعماله.